# Rodney Mack
Rodney Begnaud, meglio conosciuto con il ring name Rodney Mack (Lafayette, 12 ottobre 1970), è un wrestler ed ex artista marziale misto statunitense di origini canadesi, noto per i suoi trascorsi nella World Wrestling Entertainment tra il 2003 e il 2004.

## Carriera

### Gli esordi (1998–2000)
Dopo essersi allenato sotto la guida di Junkyard Dog, Rodney Begnaud fece il suo debutto nel wrestling professionistico nel maggio del 1998, esibendosi in alcune federazioni del circuito indipendente degli Stati Uniti sud-occidentali.

### Extreme Championship Wrestling (2000–2001)
Nel luglio del 2000 Rodney Bagnaud passò alla Extreme Championship Wrestling di Paul Heyman, ma vi rimase soltanto per tre mesi a causa dei gravi problemi economici che la federazione stava attraversando in quel momento. Durante il suo breve periodo in ECW, Begnaud fece parte della stable nota con il nome di Da Boldies, i cui membri avevano la particolarità di essere tutti calvi.

### World Wrestling Entertainment (2003–2004)
Rodney Begnaud debuttò nella World Wrestling Entertainment durante la puntata di Raw del 17 febbraio 2003, con il ring name Rodney Mack, sconfiggendo facilmente Al Snow. La settimana successiva prese parte ad una 20-Men Battle Royal per determinare il primo sfidante al World Heavyweight Championship di Triple H, ma fu eliminato per ottavo da The Hurricane.
Nella puntata di Heat del 16 marzo batte Tommy Dreamer; il giorno dopo a Raw affronta The Hurricane, perdendo ma solo per squalifica. Il 6 aprile batte Spike Dubley a Heat, mentre la settimana successiva ad Heat batte Ken Anderson. Nella puntata del 20 aprile di Heat continua a vincere battendo Sean Evans, mentre il giorno dopo a Raw batte ancora Evans. Nella puntata del 28 aprile di Raw sconfigge Matthew Evagrius. La settimana dopo vince un Handicap match contro Mike Phoenix e Ken Phoenix mentre il 19 maggio a Raw batte Spike Dudley.
Batte quindi Bubba Ray Dudley il 26 maggio a Raw. L'8 giugno ad Heat in coppia con Christopher Nowinski perde contro Tommy Dreamer e Spike Dudley per squalifica, mentre a Raw vince contro D-Von Dudley. L settimana successiva, a Raw, perde in coppia con Christopher Nowinski e Jazz contro i Dudley Boyz e Ivory. Nella puntata del 23 giugno di Raw subisce la sua prima sconfitta in singolo contro Goldberg. Il 6 luglio perde in coppia con Rosie contro i Dudley Boyz ad Heat; il 13 luglio a Raw batte Rosie. A Heat il 3 agosto batte ancora Tommy Dreamer ma a Raw l'11 agosto perde contro The Hurricane e la settimana dopo perde anche contro Rosie.
Il 25 agosto a Raw torna alla vittoria facendo coppia con il suo nuovo alleato Mark Henry, battendo Mark Jindrak e Garrison Cade. Nella puntata di Heat del 7 settembre in coppia con Mark Henry sconfigge di nuovo Mark Jindrak & Garrison Cade, mentre il giorno dopo a Raw insieme ad Henry e La Résistance batte i Dudley Boyz, Rosie e The Hurricane. Nella puntata del 15 settembre battono Goldust e Lance Storm. Il 29 settembre a Heat batte in singolo Jeff Porcaro; la settimana dopo batte anche Kenny Anderson.
Dopo essere rimasto fuori dalle scene per un infortunio ritorna nel corso della puntata di Raw del 26 luglio 2004, competendo in una Battle Royal per il number one contender al titolo dei pesi massimi, ma viene eliminato. Nella puntata di Heat del 22 agosto batte Val Venis. La settimana dopo, sempre a Heat, vince contro Maven. Il 5 settembre batte Rosie, mentre il 12 settembre sempre ad Heat sconfigge di nuovo Maven. Batte quindi il 19 settembre Val Venis. Nella puntata del 26 settembre di Heat sconfigge anche Steven Richards. Il 10 ottobre perde contro Shelton Benjamin subendo la prima sconfitta dal suo ritorno. Nella puntata del 24 ottobre di Heat batte Mike Mondo mentre il 31 perde contro Rhyno. Il 7 novembre perde contro Val Venis in quello che si rivela essere il suo ultimo match in WWE, dato che viene licenziato dalla compagnia l'8 novembre 2004.

### Circuito indipendente (2004–presente)
Dopo l'addio alla WWE Rodney Begnaud fece ritorno nel circuito indipendente, in particolare nelle federazioni affiliate alla National Wrestling Alliance. Alla fine del 2005 aprì, insieme alla moglie Jazz, una scuola di wrestling in Louisiana, la Dirtysouth Championship Wrestling che però chiuse i battenti alla fine del 2007.
Mack attualmente si esibisce nella National Wrestling Alliance come Damage, parte del tag team mascherato Blunt Force Trauma. Mack e la sua compagna Marshe Rockett, esibendosi come Carnage, hanno vinto il NWA World Tag Team Championship il 25 agosto 2023 durante la prima notte dello spettacolo del NWA 75th Anniversary Show a St. Louis, Missouri.

## Risultati nelle arti marziali miste
| Risultato | Record | Avversario     | Metodo                           | Evento                                  | Data          | Round | Tempo | Città                      | Note |
| --------- | ------ | -------------- | -------------------------------- | --------------------------------------- | ------------- | ----- | ----- | -------------------------- | ---- |
| Sconfitta | 1-1    | Andrew Staples | Sottomissione (rear naked choke) | Gladiator Promotions - Summer Knockouts | 8 agosto 2008 | 1     | 4:40  | Denham Springs (Louisiana) |      |
| Vittoria  | 1-0    | Joe Nameth     | KO tecnico (pugni)               | USA-MMA: Lafayette vs. The World        | 7 giugno 2008 | 1     | 0:20  | Lafayette (Louisiana)      |      |

## Vita privata
Rodney Begnaud è sposato con l'ex wrestler Carlene Moore, meglio conosciuta come Jazz; la coppia ha due gemelle, Summer e Skype, nate il 27 novembre 2008.
Nel luglio del 2016 è stato uno dei venticinque wrestler coinvolti nella class-action intentata contro la WWE per via della scarsa prevenzione delle commozioni cerebrali; il processo risolutore, tenutosi nel settembre del 2018, ha dismesso le accuse dei wrestler per mancanza di prove.

## Titoli e riconoscimenti
- Allied Independent Wrestling Federation
  - AIWF World Heavyweight Championship (1)
- Allied Independent Wrestling Federation
  - AIWF Southwest Championship (1)
- All American Wrestling
  - AAW Tag Team Championship (1) – con Jon Heidenreich
- Elite Championship Wrestling
  - NWA Elite Heavyweight Championship (1)
- Frontier Wrestling Alliance
  - FWA Texas Championship (1)
- Insane Hardcore Wrestling/Iconic Heroes of Wrestling Entertainment
  - IHW Heavyweight Championship (1)
  - IHWE Triple Crown Championship (1)[1]
- Lonestar Championship Wrestling
  - LCW Heavyweight Championship (1)
- National Wrestling Alliance (NWA)
  - NWA World Tag Team Championship (1, attuale) – con Carnage come Blunt Force Trauma
  - NWA Texas Heavyweight Championship (3)[2]
  - NWA Mississippi Heavyweight Championship (1)[3]
- Ohio Valley Wrestling (OVW)
  - OVW Southern Tag Team Championship (1)[4] – con Shelton Benjamin
- Pro Wrestling Illustrated
  - 85° tra i 500 migliori wrestler singoli nella PWI 500 (2003)
- Southwest Wrestling Entertainment
  - SWE Tag Team Championships (1) – con Jaykus Pliskin
- Texas Championship Wrestling
  - TCW Heavyweight Championship (1)
- Texas Outlaw Wrestling
  - TOP Southern Heavyweight Championship (1)
- VooDoo Wrestling
  - VooDoo Championship (1)[5]
- World Class Revolution
  - WCR Tag Team Championships (1) – con Dyl Dempsey
- World Wrestling Xpress
  - WWX Heavyweight Championship (1)[6]